# The Crimson Ghost
Pour plus de détails, voir Fiche technique et Distribution.
The Crimson Ghost est un film américain en 12 chapitres de 15 minutes réalisé par William Witney et Fred C. Brannon, sorti en 1946.
Le serial est totalement inédit en France et dans les pays francophones.

## Synopsis
Un criminel qui se cache derrière le déguisement d'un squelette avec une cape se fait appeler le « Fantôme cramoisi ». Il utilise tous les moyens pour voler le Cyclotrode, une invention capable de court-circuiter tous les appareils électriques du monde créée par le docteur Chambers. Ses deux hommes de main, Bain et Ashe vont l'aider dans cette tâche. Une fois l'appareil entre ses mains, le Fantôme cramoisi pourra faire chanter les gouvernements du monde à sa guise. Un homme et une femme se mettent entre son chemin et la machine infernale : Duncan Richards et Diana Farnsworth.

## Fiche technique
- Titre original : The Crimson Ghost
- Réalisation : William Witney et Fred C. Brannon
- Scénario : Albert DeMond, Basil Dickey, Jesse Duffy et Sol Shor
- Directeur de la photographie : Bud Thackery
- Montage : Cliff Bell Sr. et Harold Minter
- Musique : Mort Glickman
- Création des décors : Fred A. Ritter
- Effets spéciaux de maquillage : Bob Mark
- Effets visuels : Howard Lydecker et Theodore Lydecker
- Costumes : Adele Palmer
- Producteur associé : Ronald Davidson
- Compagnie de production : Republic Pictures
- Format : Noir et Blanc
- Ratio : 1.33:1
- Négatif : 35 mm
- Durée originale : 167 Minutes
- Durée raccourcie pour la version colorisée : 93 minutes
- Date de sortie :
  - États-Unis : 26 octobre 1946

## Distribution
- Charles Quigley : Duncan Richards
- Linda Stirling : Diana Farnsworth
- Clayton Moore : Louis Ashe
- I. Stanford Jolley : Docteur Blackton
- Kenne Duncan : Docteur Chambers
- Forrest Taylor : Professeur Van Wyck
- Emmett Vogan : Anderson
- Sam Flint : Maxwell
- Joseph Forte : Professeur Parker
- Stanley Price : Comte Fator
- Wheaton Chambers : Wilson
- Rex Lease : Bain
- Fred Graham : Snyder

## Liste des épisodes
1. Péril atomique (Atomic Peril)
2. La foudre s'abat (Thunderbolt)
3. Mortel Sacrifice (The Fatal Sacrifice)
4. Le Crâne ricanant (The Laughing Skull)
5. La Mort dans les flammes (Flaming Death)
6. La Montagne mystérieuse (Mystery of the Mountain)
7. Électrocution (Electrocution)
8. L'Esclave et le Collier (The Slave Collar)
9. Furie ardente (Blazing Fury)
10. Le piège a échoué (The trap That Failed)
11. Double Meurtre (Double Murder)
12. La Piste invisible (The Invisible Trail)

## Version colorisée
Dans les années 1990, une version plus courte d'une durée de 93 minutes a été montée et colorisée pour la télévision.

## DVD (France)
Le film a fait l'objet d'une sortie en DVD : The Crimson Ghost (Keep Case 2 DVD) sorti le 27 septembre 2011 chez Bach Films. Le ratio écran est en 1.33:1 plein écran 4:3. L'audio est en anglais mono d'origine avec présence de sous-titres français. DVD 1 et 2 : 12 épisodes chapitrés en VOST. En suppléments : entretien avec Roland Lacourbe, pilotes de trois serials Les Trois Diables rouges, King of the Rocket Men et Adventures of Captain Marvel, bande annonce d'époque ainsi qu'un livre de 24 pages. ASIN B005BQ3HS0